# Clásico malevo
El clásico malevo es el partido de fútbol que enfrenta a Sacachispas y a Deportivo Riestra, pertenecientes a la Asociación del Fútbol Argentino.

## Origen
El origen de esta rivalidad es de orden geográfico: ambos clubes fueron fundados en la zona sur de la ciudad de Buenos Aires, con sedes en los vecinos barrios de Villa Soldati y Nueva Pompeya, y sus estadios se sitúan muy próximos también en Soldati. Si bien la fundación del Deportivo Riestra antecede a la de Sacachispas por más de una década, la extensa participación de estos equipos en los torneos de Primera C y Primera D dio lugar a ese vínculo especial que se mantiene. En la actualidad, Riestra milita en la Primera División, y Sacachispas, en la Primera B.

## Historial
La mayor parte del historial entre los clubes se remonta a las décadas de 1950, 1960 y 1980, épocas en que tomó fuerza esta rivalidad barrial. A partir de mediados de la década de 1990 los enfrentamientos se volvieron más esporádicos, debido a que los clubes no coincidieron en la misma categoría por largos períodos de tiempo. Como particularidad de esta época puede mencionarse la falta de empates, puesto que se registró siempre una primacía de un equipo sobre el otro: Sacachispas prevaleció en los 5 cotejos en la década de 2000, mientras que Deportivo Riestra venció en 5 de los 6 encuentros de la década de 1990, y en los 3 registrados en las últimas temporadas, tras 16 años sin enfrentamientos.

### Cronología de categorías
En el gráfico debajo se destacan en rojo los períodos en que ambos clubes compartieron categoría y se enfrentaron (a excepción de 2014, en que los equipos fueron agrupados en zonas diferentes). En negro y lila se muestran las categorías del Deportivo Riestra y Sacachispas respectivamente, en aquellos períodos en que disputaron categorías distintas.

### Enfrentamientos por torneo
| Torneos          | Partidos jugados | Ganados por Riestra | Empatados | Ganados por Sacachispas | Goles de Riestra | Goles de Sacachispas |
| ---------------- | ---------------- | ------------------- | --------- | ----------------------- | ---------------- | -------------------- |
| Primera Nacional | 1                | 1                   | 0         | 0                       | 2                | 0                    |
| Primera B        | 2                | 2                   | 0         | 0                       | 3                | 0                    |
| Primera C        | 26               | 9                   | 8         | 9                       | 43               | 37                   |
| Primera D        | 25               | 13                  | 2         | 10                      | 32               | 32                   |
| Total            | 54               | 25                  | 10        | 19                      | 80               | 69                   |

### Enfrentamientos según localía
| Torneos                 | Partidos jugados | Ganados por Riestra | Empatados | Ganados por Sacachispas | Goles de Riestra | Goles de Sacachispas |
| ----------------------- | ---------------- | ------------------- | --------- | ----------------------- | ---------------- | -------------------- |
| Deportivo Riestra local | 27               | 14                  | 6         | 7                       | 41               | 27                   |
| Sacachispas local       | 27               | 11                  | 4         | 12                      | 39               | 42                   |
| Total                   | 54               | 25                  | 10        | 19                      | 80               | 69                   |

### Enfrentamientos por década
| Torneos        | Partidos jugados | Ganados por Riestra | Empatados | Ganados por Sacachispas | Goles de Riestra | Goles de Sacachispas |
| -------------- | ---------------- | ------------------- | --------- | ----------------------- | ---------------- | -------------------- |
| Década de 1950 | 10               | 4                   | 3         | 3                       | 20               | 13                   |
| Década de 1960 | 14               | 5                   | 5         | 4                       | 22               | 19                   |
| Década de 1970 | 0                | 0                   | 0         | 0                       | 0                | 0                    |
| Década de 1980 | 16               | 8                   | 2         | 6                       | 23               | 18                   |
| Década de 1990 | 6                | 5                   | 0         | 1                       | 9                | 4                    |
| Década de 2000 | 5                | 0                   | 0         | 5                       | 1                | 15                   |
| Década de 2010 | 2                | 2                   | 0         | 0                       | 3                | 0                    |
| Década de 2020 | 1                | 1                   | 0         | 0                       | 2                | 0                    |
| Total          | 54               | 25                  | 10        | 19                      | 80               | 69                   |

## Tabla comparativa
| Observaciones        |                                                      |                         |
| -------------------- | ---------------------------------------------------- | ----------------------- |
| Nombre completo      | Deportivo Riestra Asociación de Fomento Barrio Colón | Sacachispas Fútbol Club |
| Fecha de fundación   | 22 de febrero de 1931                                | 17 de octubre de 1948   |
| Apodo                | Blanquinegro, Malevo                                 | Lila                    |
| Temporadas           |                                                      |                         |
| Total en AFA         | 81                                                   | 74                      |
| en Primera División  | 2                                                    | 0                       |
| en segunda categoría | 6                                                    | 1                       |
| en tercera categoría | 37                                                   | 20                      |
| en cuarta categoría  | 18                                                   | 37                      |
| en quinta categoría  | 18                                                   | 16                      |
| Títulos              |                                                      |                         |
| Total en AFA         | 2                                                    | 4                       |
| Primera División     | 0                                                    | 0                       |
| Primera Nacional     | 0                                                    | 0                       |
| Primera B            | 0                                                    | 0                       |
| Primera C            | 0                                                    | 1                       |
| Primera D            | 2                                                    | 3                       |
| Torneos Reducidos    |                                                      |                         |
| Total en AFA         | 5                                                    | 1                       |
| Primera Nacional     | 1                                                    | 0                       |
| Primera B            | 1                                                    | 1                       |
| Primera C            | 1                                                    | 0                       |
| Primera D            | 2                                                    | 0                       |